# René Crabos

a Compétitions nationales et continentales officielles uniquement.

b Matchs officiels uniquement.
René Crabos, né le 7 février 1899 à Saint-Sever et mort le 17 juin 1964 au même lieu, est un joueur international français de rugby à XV évoluant au poste de centre.

## Présentation

### Carrière de joueur
René Crabos est né le 7 février 1899 à Saint-Sever ; il est le fils d'Abel Crabos, industriel et conseiller municipal à Saint-Sever
René Crabos commence la pratique du rugby à XV dans l'équipe des Boutons d'Or du lycée Victor-Duruy de Mont-de-Marsan.
En parallèle, il joue le dimanche avec l'équipe de sa ville natale, le Sport athlétique saint-séverin rugby. Durant la saison 1915-1916, il obtient le capitanat du SASS malgré son jeune âge, alors de 17 ans,.
Ses qualités sont remarquées par le capitaine de l'Union sportive dacquoise, Abel Guichemerre, qui parvient à le faire rejoindre le club de la sous-préfecture landaise vers 1916,,. Il est sacré champion de Côte basque en 1917-1918 sous le maillot dacquois,.
Appelé sous les drapeaux en avril 1918 et affecté à l'Artillerie lourdes à Tarbes, il joue sous les couleurs de l'Union sportive tarbaise,,,.
En 1918, il est ensuite affecté à Santeny, où il créera l'équipe des ASCAS (association sportive des chauffeurs d'automobiles de Santeny, prenant part au championnat de France militaire) ; peu après il est affecté au bataillon de Joinville et évolue en parallèle au Racing Club de France.
René Crabos a connu sa première sélection internationale avec l'équipe de France le 1er janvier 1920 contre l'Écosse.
À l'été 1921, il fait son retour dans les Landes, à Saint-Sever et sous les couleurs du SASS.
Sa carrière de haut niveau s'interrompit en 1924, à la suite d'une fracture de la jambe à Dublin,. Après une année sans activité physique, il continue la pratique sportive au SASS pendant quelques saisons ; il participe notamment au titre de champion de France de division Promotion en 1926,.

### Reconversions
Il fut après-guerre le manager de l'équipe de France lors des trois tournées argentines de 1949 (avec son ex-partenaire Jauréguy, pour la première tournée française à l'étranger), 1954 et 1960, adepte alors du jeu en ligne. Il devint ensuite un président influent de la FFR de 1952 à 1962. On lui doit ainsi le retour de Lucien Mias dans l'équipe de France en 1958, et la sélection de la totalité de la ligne de trois-quarts lourdaise la même année, pour une victoire sans appel dans le tournoi des Cinq Nations. Sa respectabilité auprès des britanniques fut un énorme atout lors de sa présidence.
Il décède le 17 juin 1964 dans sa ville natale de Saint-Sever, pendant la tournée de l'équipe de France en Afrique du Sud.
Il commerçait dans l'industrie de la plume et du duvet, son établissement étant basé à Saint-Sever.

## Palmarès

### En club
- Champion de Côte basque en 1918 avec l'US Dax
- Champion de France en 1919 avec l'US Tarbes (Coupe de l'Espérance)
- Finaliste du championnat de France en 1920 avec le Racing Club de France
- Champion de Paris en 1920 avec le Racing Club de France
- Champion de France de division Promotion en 1926 avec le SA Saint-Sever

### En équipe de France
- Jeux interalliés en 1919.
- Vice-champion olympique en 1920.

## Statistiques en équipe nationale
- 17 sélections.
- 1 essai, 2 pénalités, 5 transformations (19 points).
- Sélections par année : 5 en 1920, 4 en 1921, 4 en 1922, 2 en 1923, 2 en 1924.
- 12 fois capitaine, soit le 4e ratio français derrière Philippe Struxiano, Marcel Communeau et Joseph Desclaux.
- 5 participations au Tournoi des Cinq Nations, de 1920 à 1924.
- 1er français à terminer meilleur réalisateur d'un tournoi, en 1921 (14 pts, à égalité avec un Gallois).
- En 1921, il est le capitaine de la 1re sélection française finissant seconde d'un tournoi des Cinq Nations.
- 1er vainqueur d'un match international hors de France, en Irlande en 1920 (et en Écosse en 1921).

## Style de jeu
Crabos fut un grand théoricien du jeu, inventeur notamment de la « défense glissée », mettant immédiatement ses idées en pratique sur le terrain, grâce à sa technique irréprochable, ce qui lui valut un grand prestige au Royaume-uni. Les gros défauts de jeu du rugby hexagonal des années 1920 furent ainsi progressivement corrigés en grande partie d'après ses constatations et ses solutions pratiques. Jauréguy disait en outre de lui qu'il « possédait un joli coup de ventre sur 20 mètres ». Associés à François Borde, Crabos et Jauréguy formèrent ainsi un trio de légende, en sélection nationale, à l'Union sportive tarbaise et au Racing Club de France.

## Hommages
Le championnat junior national porte son nom, en hommage à son éternel sens de la recherche de perfection dans l'exécution des gestes (Coupe René-Crabos, créée en 1950).